# Here, Hear III
Here, Hear III è un EP dei La Dispute autopubblicato il 24 dicembre 2009. Si tratta del terzo volume della serie Here, Hear, un progetto sperimentale della band in cui vengono letti, recitati, riarrangiati delle poesie, degli stralci di testi letterari o elaborazioni di Jordan Dreyer con un sottofondo musicale. L'EP è stato messo a disposizione per il download su Bandcamp; tutti i ricavati fino al 17 gennaio 2010 sono andati alla Well House Community Living of Grand Rapids, un'organizzazione non profit che si occupa dei senzatetto di Grand Rapids, città natale dei La Dispute. I ricavi successivi vanno a coprire le spese di registrazione della band.

## Background
Jordan Dreyer ha spiegato così i motivi che stanno dietro alla realizzazione di questi lavori: l'obiettivo è quello di "cercare di mostrare un contesto più ampio per le canzoni che stavo scrivendo e quello che mi influenzava in quel tempo".
Le registrazioni, come indicato dalla band stessa all'interno del CD, avvengono nello scantinato di casa di Chad Sterenberg, "freddo, non finito e abbastanza rumoroso", ad eccezione delle finte parti di batteria in Nine, registrate a Valparaiso, nell'Indiana. L'EP è un progetto realizzato completamente in autonomia dalla band: Brad Vander Lugt si è occupato dell'intero processo di registrazione e il resto del gruppo ha provveduto all'imballaggio e alla veste grafica. Il materiale per la registrazione, acquistato tre settimane prima, non è arrivato però che una settimana prima dell'inizio dei lavori, così che Brad ha dovuto compensare il breve tempo a disposizione per impararne il funzionamento affidandosi all'orecchio musicale, e facendo leva sulle differenti caratteristiche delle varie stanze dello scantinato, ha saputo creare delle atmosfere diverse per ognuna delle canzoni, in modo da adattarsi alle diverse personalità dei 4 autori delle musiche.

## Canzoni
Jordan, nel presentare l'album, afferma: "Il terzo [volume di Here, Hear] l'abbiamo fatto un po' meno legato al disco con il quale usciva, credo che ho cercato piuttosto di far vedere cosa succedeva nella mia vita in quel tempo, o di far vedere le cose alle quali stavo lavorando in quel tempo come scrittore di testi."

### Nine
La musica per la canzone è stata interamente composta e suonata dal bassista Adam Vass usando la chitarra elettrica di Kevin con accordatura standard, un basso elettrico, una melodica, delle campane, tre libri, un temperino ed un pennarello indelebile della Sharpie contro un foglio di carta. Il basso è stato collegato direttamente alla rete di Brad; la chitarra elettrica è stata registrata col microfono attraverso l'amplificatore Peavey di Kevin. Le campane e la melodica sono state registrate con due microfoni diversi in due stanze diverse. I tre libri in questione sono Avanti nel tempo di Robert J. Sawyer, Y - L'ultimo uomo sulla Terra di Bryan K. Vaughan e l'annuario scolastico di Vass del 2006 (Valparaiso High School): li si è registrati girando le pagine o sbattendo la copertina vicino al microfono interno del laptop di Vass. Assieme al suono del temperino e al disegno con l'indelebile, questi suoni sono stati registrati a Valparaiso e, opportunamente sequenziati a computer, costituiscono le parti di batteria della canzone. Il testo è stato scritto e letto da Jordan, ed è "dedicato ad AMV e a tutti i suoi fantastici amici (in particolare tutti quelli presenti alla settima storia quel giorno di tanto tempo fa). E a tutti quelli che, in qualsiasi parte si trovino, stanno leggendo queste righe".

### Ten
La musica per la canzone è stata interamente composta e suonata dal batterista Brad Vander Lugt usando una chitarra elettrica Gibson, una chitarra acustica appartenente a suo padre, diverse tastiere, un piano, il battito delle mani e dei piedi, due pezzi di polistirene sbattuti e strofinati assieme, un vecchio timpano rovinato, un rullante della Pearl, lo schioccare delle dita ed un piatto della batteria. L'ispirazione per la canzone è tratta dai grandi jazzisti del presente e del passato. Il testo, letto e urlato da Jordan, è stato scritto da lui e dedicato "di nuovo a lei, alla città di Louisville, e a Colin - per una meravigliosa conversazione".

### Eleven
La musica per la canzone è stata interamente composta e suonata dal chitarrista Chad Sterenberg usando una chitarra elettrica suonata con un pacchetto usato di corde, un basso, una grancassa rotta suonata coi pugni, due lastre con un tamburello attaccato ad una di esse, e il tamburello stesso -con un solo set di sonagli non rotto. La chitarra ed il basso sono stati registrati con lo stesso amplificatore, un Peavey a transistor da 10 watt. L'amplificatore è stato registrato con un riverberatore a molla d'epoca ed un pedale per gli effetti fabbricato da Chad usato per distorcere la cassa. L'assolo di chitarra a metà canzone, per risultare naturale e spensierato, è stato registrato al primo tentativo. Ogni strumento è stato registrato con lo stesso microfono e non è stato utilizzato un metronomo.
Il testo è stato scritto e cantato da Jordan ed è dedicato a tutti coloro che vivono o hanno vissuto nello Stato dei Grandi Laghi, ed anche a tutti quelli che organizzano feste o concerti a casa propria e che vanno in tour con la propria band.

### Twelve
La musica per la canzone è stata interamente composta e suonata dal chitarrista Kevin Whittemore usando la sua chitarra elettrica Gibson SG Special collegata ad un amplificatore della Peavey e ad un microfono SM57, un rullante d'epoca della Ludwig suonato con una bacchetta, un tamburello ed una scatola di cartone suonata con le mani e registrata con un microfono Audix 15. I testi sono scritti e cantati da Jordan e sono dedicati "a Jesse, per le sue spalle immensamente larghe".

## Tracce
1. Nine – 2:40
2. Ten – 4:13
3. Eleven – 3:02
4. Twelve – 2:58

## Artwork
Il disco presenta, come al solito, tre differenti copertine. Si tratta di tre foto scattate presso il Rogers Lakewood Park di Valparaiso (Indiana) da David Summers ad Adam Vass mentre regge tre oggetti differenti: nella copertina verde un quadro da lui realizzato per l'esposizione della sua high school nel 2006; in quella rossa un pezzo di cartone usato per la consegna dell'EP Untitled 7''; in quella blu uno schermo usato per stampare una tuta dei La Dispute con il disegno di una balena nel 2007. Lo stesso Vass ha poi aggiunto col computer le scritte in bianco e ritoccato i colori per renderli più appariscenti.

## Formazione
- Jordan Dreyer
- Chad Sterenburg
- Brad Vander Lugt
- Adam Vass
- Kevin Whittemore
- David Summers - Fotografia